# Georgi Zjoekov (voetballer)
Georgi Zjoekov (Russisch: Гео́ргий Жу́ков) (Moskou, 19 november 1994) is een Belgisch voetballer met een Kazachs paspoort. Hij speelt bij voorkeur als middenvelder.

## Carrière
Zjoekov is een jeugdproduct van Beerschot AC. Hij maakte op 7 mei 2011 zijn profdebuut als invaller in een competitiewedstrijd tegen KV Kortrijk. Vanaf het seizoen 2012-2013 maakt hij definitief deel uit van de A-kern. Op 15 juni 2013 meldde Zjoekov op zijn eigen Twitteraccount dat hij een vierjarig contract bij Standard Luik heeft getekend. In 2014 en 2015 speelde hij op huurbasis in Kazachstan voor Astana FK. Met die club werd hij in 2014 landskampioen en won hij in 2015 de Kazachse supercup. Op 14 januari 2016 werd hij vanuit Standard Luik verhuurd aan Roda JC Kerkrade, dat in de Nederlandse Eredivisie opereert. In de zomer stapte hij over naar het Russische FK Oeral. Vanaf begin 2017 komt Zjoekov uit voor Kairat Almaty. In januari 2020 ging hij in Polen spelen voor Wisła Kraków.

## Statistieken
| seizoen         | club              | land                | competitie               | wed. | goals |
| --------------- | ----------------- | ------------------- | ------------------------ | ---- | ----- |
| 2012/13         | Beerschot AC      | Vlag van België     | Jupiler Pro League       | 3    | 0     |
| 2013/14         | Standard de Liège | Vlag van België     | Jupiler Pro League       | 0    | 0     |
| 2013/14         | → Astana FK       | Vlag van Kazachstan | Qazaqstan Prem’er-Lïgası | 12   | 0     |
| 2014/15         | → Astana FK       | Vlag van Kazachstan | Qazaqstan Prem’er-Lïgası | 27   | 2     |
| 2015/16         | Standard de Liège | Vlag van België     | Jupiler Pro League       | 0    | 0     |
| 2015/16         | Roda JC           | Vlag van Nederland  | Eredivisie               | 16   | 1     |
| 2016            | FK Oeral          | Vlag van Rusland    | Premjer Liga             | 4    | 0     |
| 2017            | Kairat Almaty     | Vlag van Kazachstan | Qazaqstan Prem’er-Lïgası | 23   | 1     |
| 2018            | Kairat Almaty     | Vlag van Kazachstan | Qazaqstan Prem’er-Lïgası | 20   | 2     |
| 2019            | Kairat Almaty     | Vlag van Kazachstan | Qazaqstan Prem’er-Lïgası | 26   | 2     |
| 2019/20         | Wisla Krakow      | Vlag van Polen      | Ekstraklasa              | 13   | 0     |
| 2020/21         | Wisla Krakow      | Vlag van Polen      | Ekstraklasa              | 25   | 0     |
| 2021/22         | Wisla Krakow      | Vlag van Polen      | Ekstraklasa              | 2    | 1     |
| Carrière totaal | Carrière totaal   | Carrière totaal     | Carrière totaal          | 171  | 9     |

## Interlandcarrière
Zjoekov werd samen met zijn ploegmaat David Iboma geselecteerd voor België -19 voor een oefeninterland op 6 februari 2013 tegen Griekenland -19. Zjoekov startte in de basiself en werd na een uur naar de kant gehaald voor KRC Genk-middenvelder Pieter Gerkens. De Grieken wonnen de wedstrijd met 1-0 dankzij een doelpunt van AEK Athene-middenvelder Taxiarchis Fountas. In 2014 ging hij voor Kazachstan onder 21 spelen. Hij debuteerde in 2015 voor het Kazachs voetbalelftal.